# Joaquim Miranda Sarmento
Joaquim José Miranda Sarmento (né le 7 août 1978) est un professeur d'université, économiste et homme politique portugais. Il est ministre des Finances depuis 2024, dans le XXIVe gouvernement constitutionnel portugais, dirigé par Luís Montenegro.

## Biographie
Il est un ancien conseiller économique de l'ancien président de la République portugaise, Aníbal Cavaco Silva, il est consultant à l'UTAO (Unité technique d'appui budgétaire) et travaille pendant une dizaine d'années au ministère des Finances,.
Il est président du Conseil stratégique national sous Rui Rio et coordonne la motion stratégique de Luís Montenegro dans sa candidature à la direction du Parti social-démocrate en 2022,.
En 2022, il est élu président du groupe parlementaire PSD lors de la 15e législature,. En 2024, il est nommé ministre d'État et des Finances dans le gouvernement de Luís Montenegro.